# Ion H. Ciubotaru
Ion H. Ciubotaru (n. 28 ianuarie 1940, Arborea, Botoșani, România) este un etnolog și istoric literar român, membru de onoare al Academiei Române (din 2022)